# Gastón Tissandier

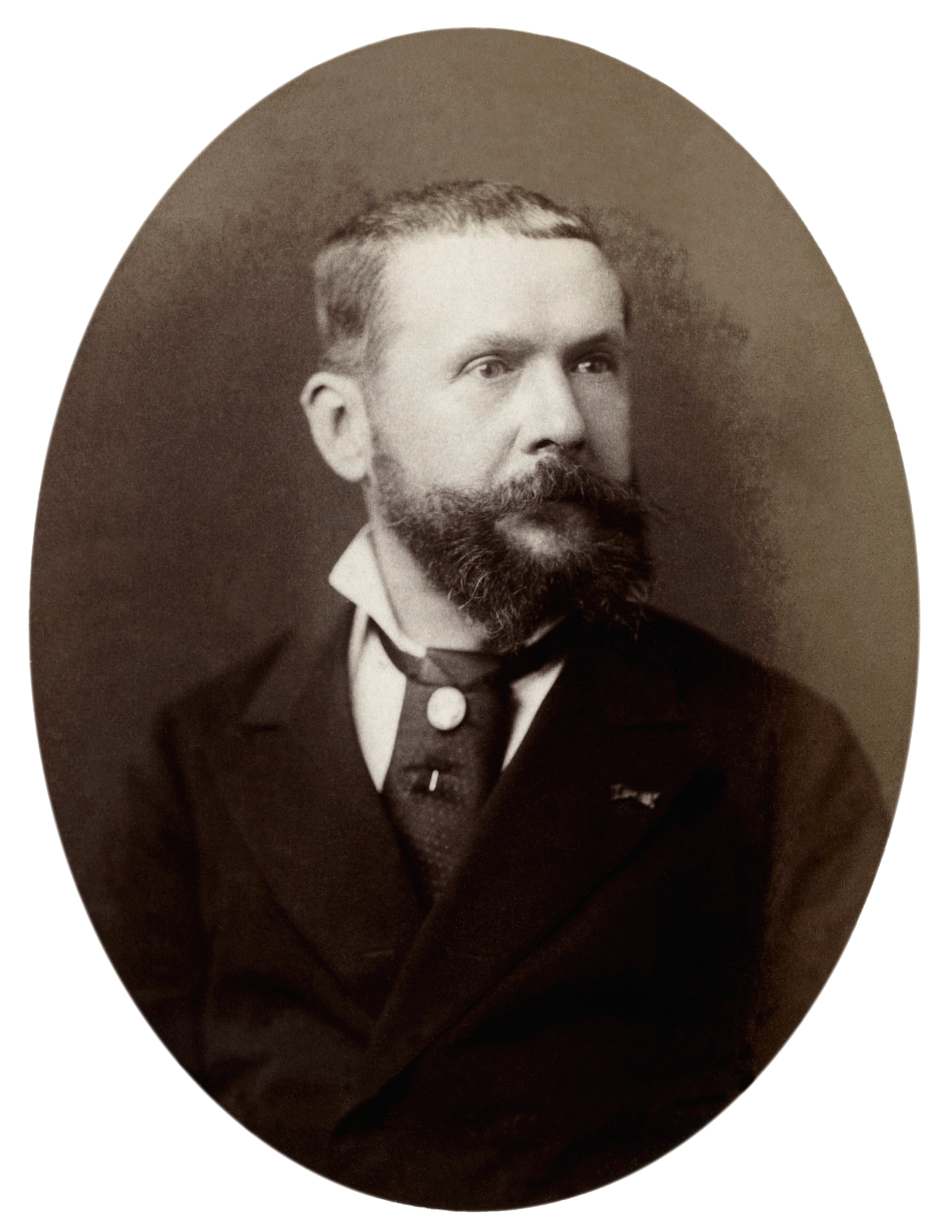
Gastón Tissandier.

Gastón Tissandier nació en 1843 en París (Francia) y murió en la misma ciudad en 1899. Aeronauta y divulgador científico francés. Realizó diversos estudios de química.
De 1864 a 1874 dirigió el laboratorio de ensayos de la Union Nationale.
Uno de sus grandes intereses fue la aerostación (Inventó un mecanismo eléctrico para el control del dirigible aerostático). En 1868 en Calais realizó su primera ascensión en globo en la compañía de Dufour. En los años siguientes realizó más de veinte con su hermano Alberto. El 15 de abril de 1875 ascendió en el Zénith, con Joseph Croce-Spinelli y Théodore Sivel, alcanzando los 8.600 metros. A partir de los 8.000 metros, los tres perdieron el conocimiento y sólo Tissandier regresó con vida.
Fundó la revista La Nature, dedicada a la divulgación científica, que se publicó de forma ininterrumpida durante 23 años, de 1873 a 1896.

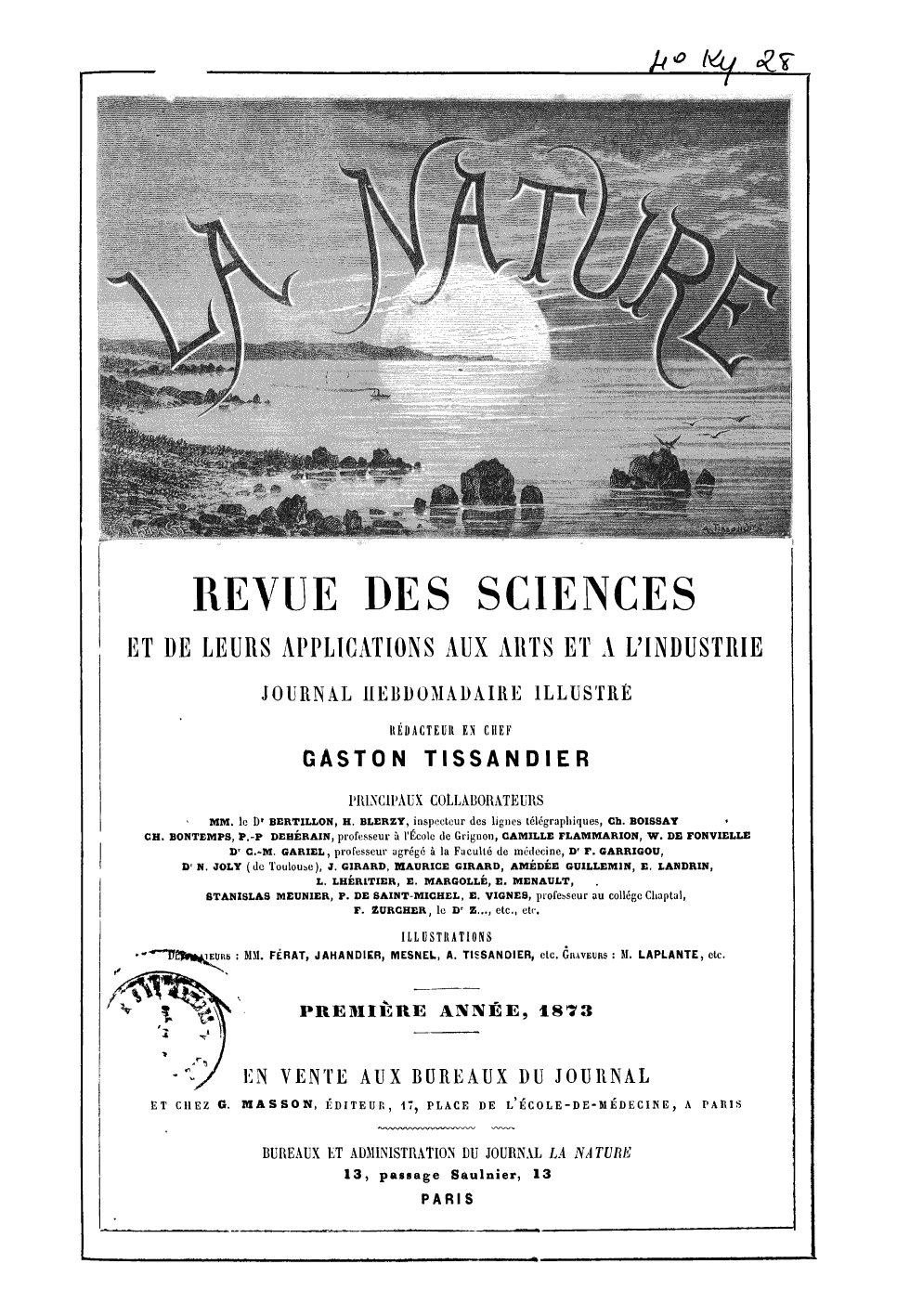
Portada del primer ejemplar editado de la revista La Nature, en 1873.

## Obra literaria
El libro "Las recreaciones científicas" escrita en 1880 fue sin duda su obra más famosa. Además escribió:
- L'éau (1867)
- Voyages aériéns (1870)
- En ballon pendant le siege de Paris (1871)
- L'héliogravure (1875)
- Histoire de la gravure typographique (1875)
- Histoire de mes ascensions (1878)
- Le grand balloncaptifa vapeur de M. Gifford (1879)
- Les martyrs de la science (Los mártires de la ciencia) (1879)
- Observations météorologiques en ballon (1879)
- Histoire des ballons et des aéronauts ceèbres (1887-89)
- Souvenirs d'un aérostier militaire (1880)
- La Navigation aérienne (1885)
- Bibliographie aéronautique (1887)
- Traité élémentaire de chimie.